# Lökgrundet (vid Högsar, Nagu)
Lökgrundet är en ö nära Högsar i Nagu,  Finland. Den ligger i Skärgårdshavet i Pargas stad i den ekonomiska regionen  Åboland i landskapet Egentliga Finland, i den sydvästra delen av landet. Ön ligger omkring 2 kilometer norr om Högsar, 4 kilometer sydväst om Nagu kyrka, 38 kilometer sydväst om Åbo och omkring 170 kilometer väster om Helsingfors. Närmaste allmänna förbindelse är förbindelsebryggan vid Pärnäs som trafikeras av M/S Eivor och M/S Cheri.
Öns area är 0,4 hektar och dess största längd är 120 meter i sydöst-nordvästlig riktning.